# Troviscoso
Troviscoso est une des paroisses (freguesias) de la ville de Monçao, dans le district de Viana do Castelo.
La paroisse possède une superficie de 5,37 km2 et une population de 1 066 habitants (2011), soit une densité de 198,5 habitants au km2.
Elle est bordée au nord par le Minho (fleuve qui la sépare de la Galice -Espagne-), à l'est par Bela, au sud par Longos Vales et Cambeses et à l'ouest la ville de Monção.
Ses principaux hameaux sont Pedra, Cristelo, Gandarela, Ruivos, Vila Nova, Sobreira, Igreja, Reiriz, Monte Redondo.....
Sa fête principale est en l'honneur de notre Dame de l'Aide (Senhora da Ajuda) et se déroule le 2e dimanche du mois d'août.